# Gobius xanthocephalus
 Gobius xanthocephalus és una espècie de peix de la família dels gòbids i de l'ordre dels perciformes.

## Morfologia
Els mascles poden assolir els 10 cm de longitud total.

## Distribució geogràfica
Es troba des del nord de la península Ibèrica fins a Madeira i les Illes Canàries. També a la Mediterrània.